# 漢璧禮
漢璧禮爵士（Sir Thomas Hanbury，1832年—1907年），英國商人，曾在意大利利古里亞興建漢璧禮植物園。1853年來到中國，他是上海寶威漢壁禮洋行創辦人之一。1865年任上海公共租界工部局董事。漢璧禮熱心捐助教育，上海多所學校都曾經以漢璧禮命名。上海漢陽路，原稱漢璧禮路，也以他命名。